# Cardi B/Auszeichnungen für Musikverkäufe

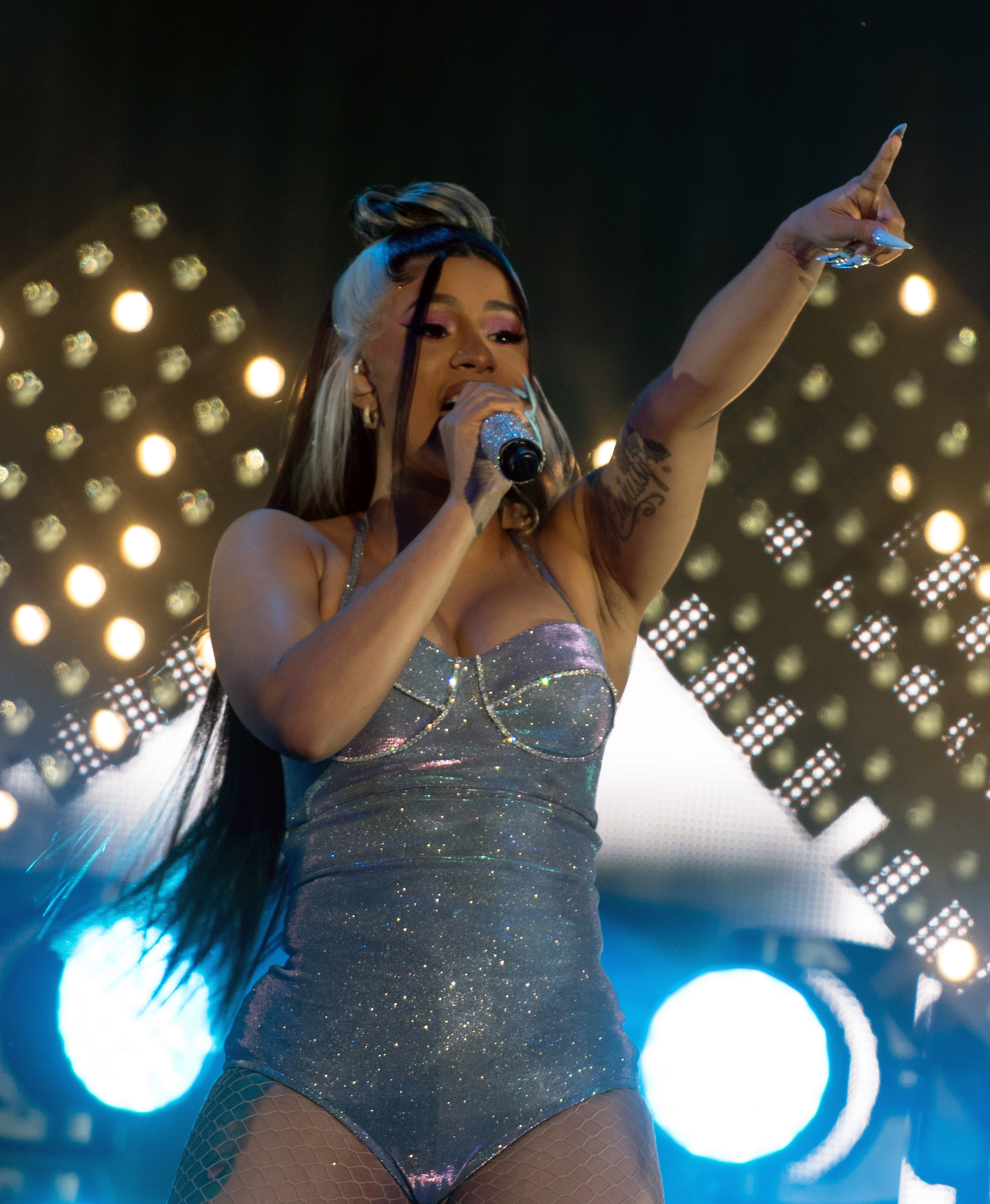
Cardi B auf dem Openair Frauenfeld 2019

Dies ist eine Übersicht über die Auszeichnungen für Musikverkäufe der US-amerikanischen Rapperin Cardi B. Die Auszeichnungen finden sich nach ihrer Art (Gold, Platin usw.), nach Staaten getrennt in chronologischer Reihenfolge, geordnet sowie nach den Tonträgern selbst, ebenfalls in chronologischer Reihenfolge, getrennt nach Medium (Alben, Singles usw.), wieder.

## Auszeichnungen
| - Vereinigtes Königreich - 2018: für die Single Bartier Cardi - 2021: für die Single Ring - 2021: für die Single Clout - 2022: für das Lied Thru Your Phone - 2022: für die Single Rodeo - 2023: für die Single Rumors - 2023: für das Lied I Do - 2024: für die Single Wild Side - Argentinien - 2018: für die Single I Like It - Australien - 2019: für die Single Girls - 2021: für die Single Rodeo - 2022: für das Lied Wish Wish - 2022: für die Single Rumors - Belgien - 2018: für die Single Finesse (Remix) - 2018: für die Single Girls Like You - 2018: für die Single I Like It - 2020: für die Single South of the Border - 2020: für die Single WAP - Dänemark - 2019: für die Single Bodak Yellow - 2022: für die Single MotorSport - 2022: für die Single No Limit - 2025: für die Single Please Me - Deutschland - 2020: für die Single South of the Border - 2021: für die Single Finesse - 2021: für die Single Bodak Yellow - 2021: für die Single WAP - 2023: für die Single No Limit - Finnland - 2022: für die Single Up - Frankreich - 2019: für das Album Invasion of Privacy - 2020: für die Single MotorSport - 2022: für die Single Clout - 2022: für die Single Rodeo - 2023: für die Single Money - 2024: für die Single Please Me - 2025: für die Single Up - Italien - 2018: für die Single Bodak Yellow - 2018: für die Single Finesse (Remix) - 2019: für die Single MotorSport - 2025: für das Album Invasion of Privacy - Kanada - 2018: für die Single Ring - 2019: für die Single Drip - 2019: für die Single Writing On The Wall - 2019: für das Lied Wish Wish - 2022: für die Single Wild Side - 2023: für die Single Tomorrow 2 - 2024: für die Single Bongos - Kolumbien - 2021: für die Single WAP - 2025: für die Single Puntería - Mexiko - 2024: für die Single Puntería - Neuseeland - 2019: für die Single Thotiana - 2019: für die Single Drip - 2019: für die Single Backin’ It Up - 2021: für die Single Up - Norwegen - 2018: für die Single Bodak Yellow - 2020: für die Single Girls - Österreich - 2022: für die Single Bodak Yellow - Polen - 2019: für die Single Girls - 2020: für das Album Invasion of Privacy - 2021: für die Single Rodeo - 2021: für die Single Bartier Cardi - 2021: für die Single Money - 2021: für die Single Finesse (Remix) - 2023: für die Single No Limit - Portugal - 2020: für die Single Please Me - 2022: für die Single Up - 2022: für die Single Money - 2022: für die Single Clout - Schweiz - 2019: für die Single Finesse (Remix) - Spanien - 2024: für die Single La bebé (Remix) - 2024: für die Single WAP - 2024: für die Single Puntería - Vereinigte Staaten - 2019: für die Single On Me - 2019: für die Single South of the Border - 2020: für die Single Writing On The Wall - 2020: für die Single La bebé (Remix) (Latin) - 2021: für die Single Wild Side - 2022: für die Single Who Want the Smoke? - 2024: für das Lied Bitter - 2024: für die Single Yes - 2024: für die Single Point Me 2 - Vereinigtes Königreich - 2020: für die Single MotorSport - 2021: für die Single No Limit - 2021: für die Single Money - 2021: für die Single Be Careful - 2021: für die Single Girls - 2022: für die Single Please Me | - Australien - 2018: für die Single No Limit - 2018: für die Single MotorSport - 2025: für die Single Press - 2025: für das Lied Thru Your Phone - 2025: für die Single Drip - 2025: für das Lied I Do - Belgien - 2019: für die Single Taki Taki - Brasilien - 2019: für die Single South of the Border - 2024: für die Single MotorSport - 2024: für das Lied Bet You Wanna - 2024: für die Single Clout - Dänemark - 2019: für die Single I Like It - 2020: für die Single Taki Taki - 2020: für die Single South of the Border - 2020: für das Album Invasion of Privacy - 2021: für die Single Finesse (Remix) - 2022: für die Single WAP - Deutschland - 2020: für die Single Girls Like You - 2021: für die Single I Like It - 2021: für die Single Taki Taki - Finnland - 2021: für die Single WAP - 2022: für das Album Invasion of Privacy - Frankreich - 2021: für die Single WAP - 2023: für die Single South of the Border - 2023: für die Single Finesse (Remix) - 2023: für die Single Bodak Yellow (feat. Kodak Black) - Italien - 2021: für die Single South of the Border - 2021: für die Single WAP - Kanada - 2025: für die Single Rumors - 2025: für die Single Press - Neuseeland - 2019: für die Single MotorSport - 2020: für die Single Bartier Cardi - 2020: für die Single Be Careful - 2020: für die Single Ring - Norwegen - 2018: für die Single I Like It - 2018: für das Album Invasion of Privacy - 2020: für die Single WAP - Österreich - 2019: für die Single I Like It - 2021: für die Single South of the Border - 2022: für die Single WAP - 2023: für die Single Taki Taki - Polen - 2020: für die Single Bodak Yellow - 2023: für die Single Up - Portugal - 2019: für die Single Bodak Yellow - 2020: für die Single Finesse (Remix) - 2020: für die Single South of the Border - 2022: für die Single Me gusta - Schweden - 2018: für die Single Girls Like You - Schweiz - 2018: für die Single No Limit - Spanien - 2023: für die Single South of the Border - 2024: für die Single La Modelo - 2025: für die Single Finesse (Remix) - Vereinigte Staaten - 2018: für die Single Drip - 2019: für die Single Backin’ It Up - 2019: für die Single Twerk - 2019: für das Lied She Bad - 2019: für das Lied Get Up 10 - 2019: für die Single Press - 2020: für das Lied Best Life - 2022: für das Lied Bickenhead - 2022: für das Lied Money Bag - 2023: für die Single Rumors - 2024: für die Single Put It on da Floor - 2025: für die Single Shake It - Vereinigtes Königreich - 2019: für die Single Bodak Yellow - 2021: für die Single Taki Taki - 2025: für das Album Invasion of Privacy - 2025: für die Single Up - Australien - 2020: für die Single Taki Taki - 2025: für das Album Invasion of Privacy - 2025: für die Single Bartier Cardi - 2025: für die Single Be Careful - Brasilien - 2019: für die Single Girls - 2024: für die Single Wild Side - Dänemark - 2022: für die Single Girls Like You - Italien - 2019: für die Single Taki Taki - 2019: für die Single I Like It - Kanada - 2022: für die Single Rodeo - 2025: für die Single Be Careful - 2025: für die Single Please Me - Neuseeland - 2023: für die Single Taki Taki - 2024: für die Single Money - 2024: für die Single Please Me - Norwegen - 2021: für die Single Taki Taki - Polen - 2020: für die Single Taki Taki - 2021: für die Single South of the Border - 2023: für die Single I Like It - Portugal - 2020: für die Single I Like It - 2022: für die Single WAP - Schweiz - 2019: für die Single I Like It - Vereinigte Staaten - 2021: für die Single Up - 2022: für das Lied I Do - 2022: für das Lied Thru Your Phone - 2023: für die Single Tomorrow 2 - 2025: für das Lied Wish Wish - Vereinigtes Königreich - 2021: für die Single South of the Border - 2022: für die Single WAP - 2024: für die Single Finesse (Remix) | - Mexiko - 2019: für die Single Girls Like You - Australien - 2019: für die Single Finesse (Remix) - 2021: für die Single South of the Border - 2025: für die Single Money - 2025: für die Single Please Me - Brasilien - 2022: für die Single Rodeo - Italien - 2019: für die Single Girls Like You - Kanada - 2018: für die Single MotorSport - 2023: für die Single South of the Border - 2025: für die Single Bartier Cardi - Neuseeland - 2022: für die Single South of the Border - 2023: für das Album Invasion of Privacy - 2023: für die Single Bodak Yellow - 2023: für die Single No Limit - Polen - 2021: für die Single I Like It - 2021: für die Single WAP - Portugal - 2021: für die Single Girls Like You - 2022: für die Single Taki Taki - Spanien - 2024: für die Single Girls Like You - 2024: für die Single I Like It - Vereinigte Staaten - 2020: für die Single Please Me - 2022: für die Single Clout - 2023: für die Single Ring - 2024: für die Single Rodeo - 2025: für die Single Puntería (Latin) - Vereinigtes Königreich - 2023: für die Single Girls Like You - 2025: für die Single I Like It - Mexiko - 2019: für die Single Taki Taki - Australien - 2025: für die Single Up - Kanada - 2019: für die Single No Limit - 2025: für das Album Invasion of Privacy - 2025: für die Single Money - 2025: für die Single Up - Neuseeland - 2022: für die Single I Like It - 2023: für die Single WAP - Spanien - 2024: für die Single Taki Taki - Vereinigte Staaten - 2019: für die Single Finesse (Remix) - 2020: für die Single Money - 2020: für die Single Taki Taki - 2023: für die Single Be Careful - 2023: für das Album Invasion of Privacy - 2023: für die Single Bartier Cardi - Australien - 2025: für die Single Bodak Yellow - Kanada - 2023: für die Single Taki Taki - Neuseeland - 2024: für die Single Girls Like You - 2025: für die Single Finesse (Remix) - Vereinigte Staaten - 2022: für die Single MotorSport - Vereinigte Staaten - 2021: für die Single No Limit - Australien - 2025: für die Single I Like It - Kanada - 2023: für die Single Bodak Yellow - 2025: für die Single WAP - Vereinigte Staaten - 2023: für die Single WAP - Kanada - 2020: für die Single Girls Like You - Australien - 2025: für die Single WAP - Vereinigte Staaten - 2022: für die Single Bodak Yellow - 2022: für die Single I Like It - Australien - 2024: für die Single Girls Like You - Indien - 2019: für die Single Taki Taki - Frankreich - 2019: für die Single Taki Taki - 2020: für die Single Girls Like You - 2020: für die Single I Like It - Kanada - 2021: für die Single I Like It - Polen - 2021: für die Single Girls Like You - Vereinigte Staaten - 2021: für die Single Girls Like You - Brasilien - 2022: für die Single WAP - Brasilien - 2021: für die Single Me gusta - Brasilien - 2024: für die Single Taki Taki - Brasilien - 2024: für die Single Girls Like You |

## Auszeichnungen nach Alben

### Invasion of Privacy
| Land/Region                  | Auszeichnungen für Musikverkäufe (Land/Region, Auszeichnung, Verkäufe) | Verkäufe  |
| ---------------------------- | ---------------------------------------------------------------------- | --------- |
| Australien (ARIA)            | 2× Platin                                                              | 140.000   |
| Dänemark (IFPI)              | Platin                                                                 | 20.000    |
| Finnland (IFPI)              | Platin                                                                 | 20.000    |
| Frankreich (SNEP)            | Gold                                                                   | 50.000    |
| Italien (FIMI)               | Gold                                                                   | 25.000    |
| Kanada (MC)                  | 4× Platin                                                              | 320.000   |
| Neuseeland (RMNZ)            | 3× Platin                                                              | 45.000    |
| Norwegen (IFPI)              | Platin                                                                 | 20.000    |
| Polen (ZPAV)                 | Gold                                                                   | 10.000    |
| Vereinigte Staaten (RIAA)    | 4× Platin                                                              | 4.000.000 |
| Vereinigtes Königreich (BPI) | Platin                                                                 | 300.000   |
| Insgesamt                    | 3× Gold · 17× Platin ·                                                 | 4.950.000 |

## Auszeichnungen nach Singles

### Bodak Yellow
| Land/Region                  | Auszeichnungen für Musikverkäufe (Land/Region, Auszeichnung, Verkäufe) | Verkäufe   |
| ---------------------------- | ---------------------------------------------------------------------- | ---------- |
| Australien (ARIA)            | 6× Platin                                                              | 420.000    |
| Dänemark (IFPI)              | Gold                                                                   | 45.000     |
| Deutschland (BVMI)           | Gold                                                                   | 200.000    |
| Frankreich (SNEP)            | Platin                                                                 | 200.000    |
| Italien (FIMI)               | Gold                                                                   | 25.000     |
| Kanada (MC)                  | 8× Platin                                                              | 640.000    |
| Neuseeland (RMNZ)            | 3× Platin                                                              | 90.000     |
| Norwegen (IFPI)              | Gold                                                                   | 30.000     |
| Österreich (IFPI)            | Gold                                                                   | 15.000     |
| Polen (ZPAV)                 | Platin                                                                 | 20.000     |
| Portugal (AFP)               | Platin                                                                 | 10.000     |
| Vereinigte Staaten (RIAA)    | 11× Platin                                                             | 11.000.000 |
| Vereinigtes Königreich (BPI) | Platin                                                                 | 600.000    |
| Insgesamt                    | 6× Gold · 22× Platin · 1× Diamant ·                                    | 13.295.000 |

### No Limit
| Land/Region                  | Auszeichnungen für Musikverkäufe (Land/Region, Auszeichnung, Verkäufe) | Verkäufe  |
| ---------------------------- | ---------------------------------------------------------------------- | --------- |
| Australien (ARIA)            | Platin                                                                 | 70.000    |
| Dänemark (IFPI)              | Gold                                                                   | 45.000    |
| Deutschland (BVMI)           | Gold                                                                   | 200.000   |
| Kanada (MC)                  | 4× Platin                                                              | 320.000   |
| Neuseeland (RMNZ)            | 3× Platin                                                              | 90.000    |
| Polen (ZPAV)                 | Gold                                                                   | 25.000    |
| Schweiz (IFPI)               | Platin                                                                 | 20.000    |
| Vereinigte Staaten (RIAA)    | 7× Platin                                                              | 7.000.000 |
| Vereinigtes Königreich (BPI) | Gold                                                                   | 400.000   |
| Insgesamt                    | 4× Gold · 16× Platin ·                                                 | 8.170.000 |

### MotorSport
| Land/Region                  | Auszeichnungen für Musikverkäufe (Land/Region, Auszeichnung, Verkäufe) | Verkäufe  |
| ---------------------------- | ---------------------------------------------------------------------- | --------- |
| Australien (ARIA)            | Platin                                                                 | 70.000    |
| Brasilien (PMB)              | Platin                                                                 | 40.000    |
| Dänemark (IFPI)              | Gold                                                                   | 45.000    |
| Frankreich (SNEP)            | Gold                                                                   | 100.000   |
| Italien (FIMI)               | Gold                                                                   | 25.000    |
| Kanada (MC)                  | 3× Platin                                                              | 240.000   |
| Neuseeland (RMNZ)            | Platin                                                                 | 30.000    |
| Vereinigte Staaten (RIAA)    | 6× Platin                                                              | 6.000.000 |
| Vereinigtes Königreich (BPI) | Gold                                                                   | 400.000   |
| Insgesamt                    | 4× Gold · 12× Platin ·                                                 | 6.950.000 |

### Bartier Cardi
| Land/Region                  | Auszeichnungen für Musikverkäufe (Land/Region, Auszeichnung, Verkäufe) | Verkäufe  |
| ---------------------------- | ---------------------------------------------------------------------- | --------- |
| Australien (ARIA)            | 2× Platin                                                              | 140.000   |
| Kanada (MC)                  | 3× Platin                                                              | 240.000   |
| Neuseeland (RMNZ)            | Platin                                                                 | 30.000    |
| Polen (ZPAV)                 | Gold                                                                   | 25.000    |
| Vereinigte Staaten (RIAA)    | 4× Platin                                                              | 4.000.000 |
| Vereinigtes Königreich (BPI) | Silber                                                                 | 200.000   |
| Insgesamt                    | 1× Silber · 1× Gold · 10× Platin ·                                     | 4.635.000 |

### La Modelo
| Land/Region          | Auszeichnungen für Musikverkäufe (Land/Region, Auszeichnung, Verkäufe) | Verkäufe |
| -------------------- | ---------------------------------------------------------------------- | -------- |
| Spanien (Promusicae) | Platin                                                                 | 60.000   |
| Insgesamt            | 1× Platin ·                                                            | 60.000   |

### Finesse (Remix)
| Land/Region                  | Auszeichnungen für Musikverkäufe (Land/Region, Auszeichnung, Verkäufe) | Verkäufe  |
| ---------------------------- | ---------------------------------------------------------------------- | --------- |
| Australien (ARIA)            | 3× Platin                                                              | 210.000   |
| Belgien (BRMA)               | Gold                                                                   | 15.000    |
| Dänemark (IFPI)              | Platin                                                                 | 90.000    |
| Deutschland (BVMI)           | Gold                                                                   | 200.000   |
| Frankreich (SNEP)            | Platin                                                                 | 200.000   |
| Italien (FIMI)               | Gold                                                                   | 25.000    |
| Neuseeland (RMNZ)            | 5× Platin                                                              | 150.000   |
| Polen (ZPAV)                 | Gold                                                                   | 25.000    |
| Portugal (AFP)               | Platin                                                                 | 10.000    |
| Schweiz (IFPI)               | Gold                                                                   | 10.000    |
| Spanien (Promusicae)         | Platin                                                                 | 60.000    |
| Vereinigte Staaten (RIAA)    | 4× Platin                                                              | 4.000.000 |
| Vereinigtes Königreich (BPI) | 2× Platin                                                              | 1.200.000 |
| Insgesamt                    | 5× Gold · 18× Platin ·                                                 | 6.195.000 |

### Be Careful
| Land/Region                  | Auszeichnungen für Musikverkäufe (Land/Region, Auszeichnung, Verkäufe) | Verkäufe  |
| ---------------------------- | ---------------------------------------------------------------------- | --------- |
| Australien (ARIA)            | 2× Platin                                                              | 140.000   |
| Kanada (MC)                  | 2× Platin                                                              | 160.000   |
| Neuseeland (RMNZ)            | Platin                                                                 | 30.000    |
| Vereinigte Staaten (RIAA)    | 4× Platin                                                              | 4.000.000 |
| Vereinigtes Königreich (BPI) | Gold                                                                   | 400.000   |
| Insgesamt                    | 1× Gold · 9× Platin ·                                                  | 4.730.000 |

### Drip
| Land/Region               | Auszeichnungen für Musikverkäufe (Land/Region, Auszeichnung, Verkäufe) | Verkäufe  |
| ------------------------- | ---------------------------------------------------------------------- | --------- |
| Australien (ARIA)         | Platin                                                                 | 70.000    |
| Kanada (MC)               | Gold                                                                   | 40.000    |
| Neuseeland (RMNZ)         | Gold                                                                   | 15.000    |
| Vereinigte Staaten (RIAA) | Platin                                                                 | 1.000.000 |
| Insgesamt                 | 2× Gold · 2× Platin ·                                                  | 1.125.000 |

### Girls
| Land/Region                  | Auszeichnungen für Musikverkäufe (Land/Region, Auszeichnung, Verkäufe) | Verkäufe |
| ---------------------------- | ---------------------------------------------------------------------- | -------- |
| Australien (ARIA)            | Gold                                                                   | 35.000   |
| Brasilien (PMB)              | 2× Platin                                                              | 80.000   |
| Norwegen (IFPI)              | Gold                                                                   | 30.000   |
| Polen (ZPAV)                 | Gold                                                                   | 10.000   |
| Vereinigtes Königreich (BPI) | Gold                                                                   | 400.000  |
| Insgesamt                    | 4× Gold · 2× Platin ·                                                  | 555.000  |

### I Like It
| Land/Region                  | Auszeichnungen für Musikverkäufe (Land/Region, Auszeichnung, Verkäufe) | Verkäufe   |
| ---------------------------- | ---------------------------------------------------------------------- | ---------- |
| Argentinien (CAPIF)          | Gold                                                                   | 10.000     |
| Australien (ARIA)            | 8× Platin                                                              | 560.000    |
| Belgien (BRMA)               | Gold                                                                   | 20.000     |
| Dänemark (IFPI)              | Platin                                                                 | 90.000     |
| Deutschland (BVMI)           | Platin                                                                 | 400.000    |
| Frankreich (SNEP)            | Diamant                                                                | 333.333    |
| Italien (FIMI)               | 2× Platin                                                              | 100.000    |
| Kanada (MC)                  | Diamant                                                                | 800.000    |
| Neuseeland (RMNZ)            | 4× Platin                                                              | 120.000    |
| Norwegen (IFPI)              | Platin                                                                 | 60.000     |
| Österreich (IFPI)            | Platin                                                                 | 30.000     |
| Polen (ZPAV)                 | 3× Platin (2021) · + 2× Platin (2023)                                  | 160.000    |
| Portugal (AFP)               | 2× Platin                                                              | 20.000     |
| Schweiz (IFPI)               | 2× Platin                                                              | 40.000     |
| Spanien (Promusicae)         | 3× Platin                                                              | 180.000    |
| Vereinigte Staaten (RIAA)    | 11× Platin                                                             | 11.000.000 |
| Vereinigtes Königreich (BPI) | 3× Platin                                                              | 1.800.000  |
| Insgesamt                    | 2× Gold · 34× Platin · 3× Diamant ·                                    | 15.723.333 |

### Girls Like You
| Land/Region                  | Auszeichnungen für Musikverkäufe (Land/Region, Auszeichnung, Verkäufe) | Verkäufe   |
| ---------------------------- | ---------------------------------------------------------------------- | ---------- |
| Australien (ARIA)            | 13× Platin                                                             | 910.000    |
| Belgien (BRMA)               | Gold                                                                   | 20.000     |
| Brasilien (PMB)              | 6× Diamant                                                             | 960.000    |
| Dänemark (IFPI)              | 2× Platin                                                              | 180.000    |
| Deutschland (BVMI)           | Platin                                                                 | 400.000    |
| Frankreich (SNEP)            | Diamant                                                                | 333.333    |
| Italien (FIMI)               | 3× Platin                                                              | 150.000    |
| Kanada (MC)                  | 9× Platin                                                              | 720.000    |
| Mexiko (AMPROFON)            | 5× Gold                                                                | 150.000    |
| Neuseeland (RMNZ)            | 6× Platin                                                              | 180.000    |
| Polen (ZPAV)                 | Diamant                                                                | 250.000    |
| Portugal (AFP)               | 3× Platin                                                              | 30.000     |
| Schweden (IFPI)              | Platin                                                                 | 80.000     |
| Spanien (Promusicae)         | 3× Platin                                                              | 180.000    |
| Vereinigte Staaten (RIAA)    | Diamant                                                                | 10.000.000 |
| Vereinigtes Königreich (BPI) | 3× Platin                                                              | 1.800.000  |
| Insgesamt                    | 2× Gold · 46× Platin · 9× Diamant ·                                    | 16.343.333 |

### Who Want the Smoke?
| Land/Region               | Auszeichnungen für Musikverkäufe (Land/Region, Auszeichnung, Verkäufe) | Verkäufe |
| ------------------------- | ---------------------------------------------------------------------- | -------- |
| Vereinigte Staaten (RIAA) | Gold                                                                   | 500.000  |
| Insgesamt                 | 1× Gold ·                                                              | 500.000  |

### Ring
| Land/Region                  | Auszeichnungen für Musikverkäufe (Land/Region, Auszeichnung, Verkäufe) | Verkäufe  |
| ---------------------------- | ---------------------------------------------------------------------- | --------- |
| Kanada (MC)                  | Gold                                                                   | 40.000    |
| Neuseeland (RMNZ)            | Platin                                                                 | 30.000    |
| Vereinigte Staaten (RIAA)    | 3× Platin                                                              | 3.000.000 |
| Vereinigtes Königreich (BPI) | Silber                                                                 | 200.000   |
| Insgesamt                    | 1× Silber · 1× Gold · 4× Platin ·                                      | 3.270.000 |

### Backin’ It Up
| Land/Region               | Auszeichnungen für Musikverkäufe (Land/Region, Auszeichnung, Verkäufe) | Verkäufe  |
| ------------------------- | ---------------------------------------------------------------------- | --------- |
| Neuseeland (RMNZ)         | Gold                                                                   | 15.000    |
| Vereinigte Staaten (RIAA) | Platin                                                                 | 1.000.000 |
| Insgesamt                 | 1× Gold · 1× Platin ·                                                  | 1.015.000 |

### Taki Taki
| Land/Region                  | Auszeichnungen für Musikverkäufe (Land/Region, Auszeichnung, Verkäufe) | Verkäufe  |
| ---------------------------- | ---------------------------------------------------------------------- | --------- |
| Australien (ARIA)            | 2× Platin                                                              | 140.000   |
| Belgien (BRMA)               | Platin                                                                 | 40.000    |
| Brasilien (PMB)              | 4× Diamant                                                             | 640.000   |
| Dänemark (IFPI)              | Platin                                                                 | 90.000    |
| Deutschland (BVMI)           | Platin                                                                 | 400.000   |
| Frankreich (SNEP)            | Diamant                                                                | 333.333   |
| Indien (IMI)                 | 13× Platin                                                             | 1.560.000 |
| Italien (FIMI)               | 2× Platin                                                              | 100.000   |
| Kanada (MC)                  | 6× Platin                                                              | 480.000   |
| Mexiko (AMPROFON)            | 7× Gold                                                                | 210.000   |
| Neuseeland (RMNZ)            | 2× Platin                                                              | 60.000    |
| Norwegen (IFPI)              | 2× Platin                                                              | 120.000   |
| Österreich (IFPI)            | Platin                                                                 | 30.000    |
| Polen (ZPAV)                 | 3× Platin                                                              | 150.000   |
| Portugal (AFP)               | 3× Platin                                                              | 30.000    |
| Spanien (Promusicae)         | 4× Platin                                                              | 240.000   |
| Vereinigte Staaten (RIAA)    | 4× Platin                                                              | 4.000.000 |
| Vereinigtes Königreich (BPI) | Platin                                                                 | 600.000   |
| Insgesamt                    | 1× Gold · 49× Platin · 5× Diamant ·                                    | 9.223.333 |

### Money
| Land/Region                  | Auszeichnungen für Musikverkäufe (Land/Region, Auszeichnung, Verkäufe) | Verkäufe  |
| ---------------------------- | ---------------------------------------------------------------------- | --------- |
| Australien (ARIA)            | 3× Platin                                                              | 210.000   |
| Frankreich (SNEP)            | Gold                                                                   | 100.000   |
| Kanada (MC)                  | 4× Platin                                                              | 320.000   |
| Neuseeland (RMNZ)            | 2× Platin                                                              | 60.000    |
| Polen (ZPAV)                 | Gold                                                                   | 25.000    |
| Portugal (AFP)               | Gold                                                                   | 5.000     |
| Vereinigte Staaten (RIAA)    | 4× Platin                                                              | 4.000.000 |
| Vereinigtes Königreich (BPI) | Gold                                                                   | 400.000   |
| Insgesamt                    | 4× Gold · 13× Platin ·                                                 | 5.120.000 |

### Twerk
| Land/Region               | Auszeichnungen für Musikverkäufe (Land/Region, Auszeichnung, Verkäufe) | Verkäufe  |
| ------------------------- | ---------------------------------------------------------------------- | --------- |
| Vereinigte Staaten (RIAA) | Platin                                                                 | 1.000.000 |
| Insgesamt                 | 1× Platin ·                                                            | 1.000.000 |

### On Me
| Land/Region               | Auszeichnungen für Musikverkäufe (Land/Region, Auszeichnung, Verkäufe) | Verkäufe |
| ------------------------- | ---------------------------------------------------------------------- | -------- |
| Vereinigte Staaten (RIAA) | Gold                                                                   | 500.000  |
| Insgesamt                 | 1× Gold ·                                                              | 500.000  |

### Please Me
| Land/Region                  | Auszeichnungen für Musikverkäufe (Land/Region, Auszeichnung, Verkäufe) | Verkäufe  |
| ---------------------------- | ---------------------------------------------------------------------- | --------- |
| Australien (ARIA)            | 3× Platin                                                              | 210.000   |
| Dänemark (IFPI)              | Gold                                                                   | 45.000    |
| Frankreich (SNEP)            | Gold                                                                   | 100.000   |
| Kanada (MC)                  | 2× Platin                                                              | 160.000   |
| Neuseeland (RMNZ)            | 2× Platin                                                              | 60.000    |
| Portugal (AFP)               | Gold                                                                   | 5.000     |
| Vereinigte Staaten (RIAA)    | 3× Platin                                                              | 3.000.000 |
| Vereinigtes Königreich (BPI) | Gold                                                                   | 400.000   |
| Insgesamt                    | 4× Gold · 10× Platin ·                                                 | 3.980.000 |

### Press
| Land/Region               | Auszeichnungen für Musikverkäufe (Land/Region, Auszeichnung, Verkäufe) | Verkäufe  |
| ------------------------- | ---------------------------------------------------------------------- | --------- |
| Australien (ARIA)         | Platin                                                                 | 70.000    |
| Kanada (MC)               | Platin                                                                 | 80.000    |
| Vereinigte Staaten (RIAA) | Platin                                                                 | 1.000.000 |
| Insgesamt                 | 3× Platin ·                                                            | 1.150.000 |

### South of the Border
| Land/Region                  | Auszeichnungen für Musikverkäufe (Land/Region, Auszeichnung, Verkäufe) | Verkäufe  |
| ---------------------------- | ---------------------------------------------------------------------- | --------- |
| Australien (ARIA)            | 4× Platin                                                              | 280.000   |
| Belgien (BRMA)               | Gold                                                                   | 20.000    |
| Brasilien (PMB)              | Platin                                                                 | 40.000    |
| Dänemark (IFPI)              | Platin                                                                 | 90.000    |
| Deutschland (BVMI)           | Gold                                                                   | 200.000   |
| Frankreich (SNEP)            | Platin                                                                 | 200.000   |
| Italien (FIMI)               | Platin                                                                 | 70.000    |
| Kanada (MC)                  | 6× Platin                                                              | 480.000   |
| Neuseeland (RMNZ)            | 3× Platin                                                              | 90.000    |
| Österreich (IFPI)            | Platin                                                                 | 30.000    |
| Polen (ZPAV)                 | 2× Platin                                                              | 100.000   |
| Portugal (AFP)               | Platin                                                                 | 10.000    |
| Spanien (Promusicae)         | Platin                                                                 | 60.000    |
| Vereinigte Staaten (RIAA)    | Gold                                                                   | 500.000   |
| Vereinigtes Königreich (BPI) | 2× Platin                                                              | 1.200.000 |
| Insgesamt                    | 3× Gold · 24× Platin ·                                                 | 3.370.000 |

### Yes
| Land/Region               | Auszeichnungen für Musikverkäufe (Land/Region, Auszeichnung, Verkäufe) | Verkäufe |
| ------------------------- | ---------------------------------------------------------------------- | -------- |
| Vereinigte Staaten (RIAA) | Gold                                                                   | 500.000  |
| Insgesamt                 | 1× Gold ·                                                              | 500.000  |

### Writing On The Wall
| Land/Region               | Auszeichnungen für Musikverkäufe (Land/Region, Auszeichnung, Verkäufe) | Verkäufe |
| ------------------------- | ---------------------------------------------------------------------- | -------- |
| Kanada (MC)               | Gold                                                                   | 40.000   |
| Vereinigte Staaten (RIAA) | Gold                                                                   | 500.000  |
| Insgesamt                 | 2× Gold ·                                                              | 540.000  |

### Rodeo
| Land/Region                  | Auszeichnungen für Musikverkäufe (Land/Region, Auszeichnung, Verkäufe) | Verkäufe  |
| ---------------------------- | ---------------------------------------------------------------------- | --------- |
| Australien (ARIA)            | Gold                                                                   | 35.000    |
| Brasilien (PMB)              | 3× Platin                                                              | 120.000   |
| Frankreich (SNEP)            | Gold                                                                   | 100.000   |
| Kanada (MC)                  | 2× Platin                                                              | 160.000   |
| Polen (ZPAV)                 | Gold                                                                   | 10.000    |
| Vereinigte Staaten (RIAA)    | 3× Platin                                                              | 3.000.000 |
| Vereinigtes Königreich (BPI) | 2× Silber                                                              | 200.000   |
| Insgesamt                    | 1× Silber · 3× Gold · 8× Platin ·                                      | 3.625.000 |

### La bebé (Remix)
| Land/Region               | Auszeichnungen für Musikverkäufe (Land/Region, Auszeichnung, Verkäufe) | Verkäufe |
| ------------------------- | ---------------------------------------------------------------------- | -------- |
| Spanien (Promusicae)      | Gold                                                                   | 30.000   |
| Vereinigte Staaten (RIAA) | Gold                                                                   | 30.000   |
| Insgesamt                 | 2× Gold ·                                                              | 60.000   |

### WAP
| Land/Region                  | Auszeichnungen für Musikverkäufe (Land/Region, Auszeichnung, Verkäufe) | Verkäufe   |
| ---------------------------- | ---------------------------------------------------------------------- | ---------- |
| Australien (ARIA)            | 10× Platin                                                             | 700.000    |
| Belgien (BRMA)               | Gold                                                                   | 20.000     |
| Brasilien (PMB)              | 2× Diamant                                                             | 320.000    |
| Dänemark (IFPI)              | Platin                                                                 | 90.000     |
| Deutschland (BVMI)           | Gold                                                                   | 200.000    |
| Finnland (IFPI)              | Platin                                                                 | 40.000     |
| Frankreich (SNEP)            | Platin                                                                 | 200.000    |
| Italien (FIMI)               | Platin                                                                 | 70.000     |
| Kanada (MC)                  | 8× Platin                                                              | 640.000    |
| Kolumbien (ASINCOL)          | Gold                                                                   | 5.000      |
| Neuseeland (RMNZ)            | 4× Platin                                                              | 120.000    |
| Norwegen (IFPI)              | Platin                                                                 | 60.000     |
| Österreich (IFPI)            | Platin                                                                 | 30.000     |
| Polen (ZPAV)                 | 3× Platin                                                              | 150.000    |
| Portugal (AFP)               | 2× Platin                                                              | 20.000     |
| Spanien (Promusicae)         | Gold                                                                   | 30.000     |
| Vereinigte Staaten (RIAA)    | 8× Platin                                                              | 8.000.000  |
| Vereinigtes Königreich (BPI) | 2× Platin                                                              | 1.200.000  |
| Insgesamt                    | 4× Gold · 43× Platin · 2× Diamant ·                                    | 11.895.000 |

### Me gusta
| Land/Region     | Auszeichnungen für Musikverkäufe (Land/Region, Auszeichnung, Verkäufe) | Verkäufe |
| --------------- | ---------------------------------------------------------------------- | -------- |
| Brasilien (PMB) | 3× Diamant                                                             | 900.000  |
| Portugal (AFP)  | Platin                                                                 | 10.000   |
| Insgesamt       | 1× Platin · 3× Diamant ·                                               | 910.000  |

### Up
| Land/Region                  | Auszeichnungen für Musikverkäufe (Land/Region, Auszeichnung, Verkäufe) | Verkäufe  |
| ---------------------------- | ---------------------------------------------------------------------- | --------- |
| Australien (ARIA)            | 4× Platin                                                              | 280.000   |
| Finnland (IFPI)              | Gold                                                                   | 20.000    |
| Frankreich (SNEP)            | Gold                                                                   | 100.000   |
| Kanada (MC)                  | 4× Platin                                                              | 320.000   |
| Neuseeland (RMNZ)            | Gold                                                                   | 15.000    |
| Polen (ZPAV)                 | Platin                                                                 | 50.000    |
| Portugal (AFP)               | Gold                                                                   | 5.000     |
| Vereinigte Staaten (RIAA)    | 2× Platin                                                              | 2.000.000 |
| Vereinigtes Königreich (BPI) | Platin                                                                 | 600.000   |
| Insgesamt                    | 4× Gold · 12× Platin ·                                                 | 3.390.000 |

### Wild Side
| Land/Region                  | Auszeichnungen für Musikverkäufe (Land/Region, Auszeichnung, Verkäufe) | Verkäufe |
| ---------------------------- | ---------------------------------------------------------------------- | -------- |
| Brasilien (PMB)              | 2× Platin                                                              | 80.000   |
| Kanada (MC)                  | Gold                                                                   | 40.000   |
| Vereinigte Staaten (RIAA)    | Gold                                                                   | 500.000  |
| Vereinigtes Königreich (BPI) | Silber                                                                 | 200.000  |
| Insgesamt                    | 1× Silber · 2× Gold · 2× Platin ·                                      | 820.000  |

### Rumors
| Land/Region                  | Auszeichnungen für Musikverkäufe (Land/Region, Auszeichnung, Verkäufe) | Verkäufe  |
| ---------------------------- | ---------------------------------------------------------------------- | --------- |
| Australien (ARIA)            | Gold                                                                   | 35.000    |
| Kanada (MC)                  | Platin                                                                 | 80.000    |
| Vereinigte Staaten (RIAA)    | Platin                                                                 | 1.000.000 |
| Vereinigtes Königreich (BPI) | Silber                                                                 | 200.000   |
| Insgesamt                    | 1× Silber · 1× Gold · 2× Platin ·                                      | 1.315.000 |

### Shake It
| Land/Region               | Auszeichnungen für Musikverkäufe (Land/Region, Auszeichnung, Verkäufe) | Verkäufe  |
| ------------------------- | ---------------------------------------------------------------------- | --------- |
| Vereinigte Staaten (RIAA) | Platin                                                                 | 1.000.000 |
| Insgesamt                 | 1× Platin ·                                                            | 1.000.000 |

### Tomorrow 2
| Land/Region               | Auszeichnungen für Musikverkäufe (Land/Region, Auszeichnung, Verkäufe) | Verkäufe  |
| ------------------------- | ---------------------------------------------------------------------- | --------- |
| Kanada (MC)               | Gold                                                                   | 40.000    |
| Vereinigte Staaten (RIAA) | 2× Platin                                                              | 2.000.000 |
| Insgesamt                 | 1× Gold · 2× Platin ·                                                  | 2.040.000 |

### Put It on da Floor
| Land/Region               | Auszeichnungen für Musikverkäufe (Land/Region, Auszeichnung, Verkäufe) | Verkäufe  |
| ------------------------- | ---------------------------------------------------------------------- | --------- |
| Vereinigte Staaten (RIAA) | Platin                                                                 | 1.000.000 |
| Insgesamt                 | 1× Platin ·                                                            | 1.000.000 |

### Point Me 2
| Land/Region               | Auszeichnungen für Musikverkäufe (Land/Region, Auszeichnung, Verkäufe) | Verkäufe |
| ------------------------- | ---------------------------------------------------------------------- | -------- |
| Vereinigte Staaten (RIAA) | Gold                                                                   | 500.000  |
| Insgesamt                 | 1× Gold ·                                                              | 500.000  |

### Bongos
| Land/Region | Auszeichnungen für Musikverkäufe (Land/Region, Auszeichnung, Verkäufe) | Verkäufe |
| ----------- | ---------------------------------------------------------------------- | -------- |
| Kanada (MC) | Gold                                                                   | 40.000   |
| Insgesamt   | 1× Gold ·                                                              | 40.000   |

### Puntería
| Land/Region               | Auszeichnungen für Musikverkäufe (Land/Region, Auszeichnung, Verkäufe) | Verkäufe |
| ------------------------- | ---------------------------------------------------------------------- | -------- |
| Kolumbien (ASINCOL)       | Gold                                                                   | 10.000   |
| Mexiko (AMPROFON)         | Gold                                                                   | 70.000   |
| Spanien (Promusicae)      | Gold                                                                   | 30.000   |
| Vereinigte Staaten (RIAA) | 3× Platin                                                              | 180.000  |
| Insgesamt                 | 3× Gold · 3× Platin ·                                                  | 290.000  |

## Auszeichnungen nach Liedern

### I Do
| Land/Region                  | Auszeichnungen für Musikverkäufe (Land/Region, Auszeichnung, Verkäufe) | Verkäufe  |
| ---------------------------- | ---------------------------------------------------------------------- | --------- |
| Australien (ARIA)            | Platin                                                                 | 70.000    |
| Vereinigte Staaten (RIAA)    | 2× Platin                                                              | 2.000.000 |
| Vereinigtes Königreich (BPI) | Silber                                                                 | 200.000   |
| Insgesamt                    | 1× Silber · 3× Platin ·                                                | 2.270.000 |

### Get Up 10
| Land/Region               | Auszeichnungen für Musikverkäufe (Land/Region, Auszeichnung, Verkäufe) | Verkäufe  |
| ------------------------- | ---------------------------------------------------------------------- | --------- |
| Vereinigte Staaten (RIAA) | Platin                                                                 | 1.000.000 |
| Insgesamt                 | 1× Platin ·                                                            | 1.000.000 |

### Best Life
| Land/Region               | Auszeichnungen für Musikverkäufe (Land/Region, Auszeichnung, Verkäufe) | Verkäufe  |
| ------------------------- | ---------------------------------------------------------------------- | --------- |
| Vereinigte Staaten (RIAA) | Platin                                                                 | 1.000.000 |
| Insgesamt                 | 1× Platin ·                                                            | 1.000.000 |

### Bickenhead
| Land/Region               | Auszeichnungen für Musikverkäufe (Land/Region, Auszeichnung, Verkäufe) | Verkäufe  |
| ------------------------- | ---------------------------------------------------------------------- | --------- |
| Vereinigte Staaten (RIAA) | Platin                                                                 | 1.000.000 |
| Insgesamt                 | 1× Platin ·                                                            | 1.000.000 |

### Thru Your Phone
| Land/Region                  | Auszeichnungen für Musikverkäufe (Land/Region, Auszeichnung, Verkäufe) | Verkäufe  |
| ---------------------------- | ---------------------------------------------------------------------- | --------- |
| Australien (ARIA)            | Platin                                                                 | 70.000    |
| Vereinigte Staaten (RIAA)    | 2× Platin                                                              | 2.000.000 |
| Vereinigtes Königreich (BPI) | Silber                                                                 | 200.000   |
| Insgesamt                    | 1× Silber · 3× Platin ·                                                | 2.270.000 |

### She Bad
| Land/Region               | Auszeichnungen für Musikverkäufe (Land/Region, Auszeichnung, Verkäufe) | Verkäufe  |
| ------------------------- | ---------------------------------------------------------------------- | --------- |
| Vereinigte Staaten (RIAA) | Platin                                                                 | 1.000.000 |
| Insgesamt                 | 1× Platin ·                                                            | 1.000.000 |

### Money Bag
| Land/Region               | Auszeichnungen für Musikverkäufe (Land/Region, Auszeichnung, Verkäufe) | Verkäufe  |
| ------------------------- | ---------------------------------------------------------------------- | --------- |
| Vereinigte Staaten (RIAA) | Platin                                                                 | 1.000.000 |
| Insgesamt                 | 1× Platin ·                                                            | 1.000.000 |

### Clout
| Land/Region                  | Auszeichnungen für Musikverkäufe (Land/Region, Auszeichnung, Verkäufe) | Verkäufe  |
| ---------------------------- | ---------------------------------------------------------------------- | --------- |
| Brasilien (PMB)              | Platin                                                                 | 40.000    |
| Frankreich (SNEP)            | Gold                                                                   | 100.000   |
| Portugal (AFP)               | Gold                                                                   | 5.000     |
| Vereinigte Staaten (RIAA)    | 3× Platin                                                              | 3.000.000 |
| Vereinigtes Königreich (BPI) | Silber                                                                 | 200.000   |
| Insgesamt                    | 1× Silber · 2× Gold · 4× Platin ·                                      | 3.345.000 |

### Wish Wish
| Land/Region               | Auszeichnungen für Musikverkäufe (Land/Region, Auszeichnung, Verkäufe) | Verkäufe  |
| ------------------------- | ---------------------------------------------------------------------- | --------- |
| Australien (ARIA)         | Gold                                                                   | 35.000    |
| Kanada (MC)               | Gold                                                                   | 40.000    |
| Vereinigte Staaten (RIAA) | 2× Platin                                                              | 2.000.000 |
| Insgesamt                 | 2× Gold · 2× Platin ·                                                  | 2.075.000 |

### Bet You Wanna
| Land/Region     | Auszeichnungen für Musikverkäufe (Land/Region, Auszeichnung, Verkäufe) | Verkäufe |
| --------------- | ---------------------------------------------------------------------- | -------- |
| Brasilien (PMB) | Platin                                                                 | 40.000   |
| Insgesamt       | 1× Platin ·                                                            | 40.000   |

### Bitter
| Land/Region               | Auszeichnungen für Musikverkäufe (Land/Region, Auszeichnung, Verkäufe) | Verkäufe |
| ------------------------- | ---------------------------------------------------------------------- | -------- |
| Vereinigte Staaten (RIAA) | Gold                                                                   | 500.000  |
| Insgesamt                 | 1× Gold ·                                                              | 500.000  |

## Statistik und Quellen
| Land/RegionAuszeichnungen für Musikverkäufe (Land/Region, Auszeichnungen, Verkäufe, Quellen) | Silber     | Gold       | Platin         | Diamant       | Verkäufe    | Quellen              |
| -------------------------------------------------------------------------------------------- | ---------- | ---------- | -------------- | ------------- | ----------- | -------------------- |
| Argentinien (CAPIF)                                                                          | —          | Gold1      | —              | —             | 10.000      | Einzelnachweise      |
| Australien (ARIA)                                                                            | —          | 4× Gold4   | 68× Platin68   | —             | 4.900.000   | aria.com.au          |
| Belgien (BRMA)                                                                               | —          | 5× Gold5   | Platin1        | —             | 135.000     | ultratop.be          |
| Brasilien (PMB)                                                                              | —          | —          | 11× Platin11   | 15× Diamant15 | 3.260.000   | pro-musicabr.org.br  |
| Dänemark (IFPI)                                                                              | —          | 4× Gold4   | 8× Platin8     | —             | 830.000     | ifpi.dk              |
| Deutschland (BVMI)                                                                           | —          | 5× Gold5   | 3× Platin3     | —             | 2.200.000   | musikindustrie.de    |
| Finnland (IFPI)                                                                              | —          | Gold1      | 2× Platin2     | —             | 80.000      | Einzelnachweise      |
| Frankreich (SNEP)                                                                            | —          | 7× Gold7   | 4× Platin4     | 3× Diamant3   | 2.449.999   | snepmusique.com      |
| Indien (IMI)                                                                                 | —          | —          | 13× Platin13   | —             | 1.560.000   | Einzelnachweise      |
| Italien (FIMI)                                                                               | —          | 4× Gold4   | 9× Platin9     | —             | 565.000     | fimi.it              |
| Kanada (MC)                                                                                  | —          | 6× Gold6   | 68× Platin68   | Diamant1      | 6.570.000   | musiccanada.com      |
| Kolumbien (ASINCOL)                                                                          | —          | 2× Gold2   | —              | —             | 15.000      | Einzelnachweise      |
| Mexiko (AMPROFON)                                                                            | —          | 3× Gold3   | 5× Platin5     | —             | 430.000     | amprofon.com.mx      |
| Neuseeland (RMNZ)                                                                            | —          | 4× Gold4   | 41× Platin41   | —             | 1.230.000   | radioscope.co.nz NZ2 |
| Norwegen (IFPI)                                                                              | —          | 2× Gold2   | 5× Platin5     | —             | 320.000     | ifpi.no              |
| Österreich (IFPI)                                                                            | —          | Gold1      | 4× Platin4     | —             | 135.000     | ifpi.at              |
| Polen (ZPAV)                                                                                 | —          | 7× Gold7   | 15× Platin15   | Diamant1      | 935.000     | olis.pl              |
| Portugal (AFP)                                                                               | —          | 4× Gold4   | 14× Platin14   | —             | 160.000     | Einzelnachweise      |
| Schweden (IFPI)                                                                              | —          | —          | Platin1        | —             | 80.000      | sverigetopplistan.se |
| Schweiz (IFPI)                                                                               | —          | Gold1      | 3× Platin3     | —             | 70.000      | hitparade.ch         |
| Spanien (Promusicae)                                                                         | —          | 3× Gold3   | 13× Platin13   | —             | 870.000     | elportaldemusica.es  |
| Vereinigte Staaten (RIAA)                                                                    | —          | 7× Gold7   | 84× Platin84   | 3× Diamant3   | 114.210.000 | riaa.com             |
| Vereinigtes Königreich (BPI)                                                                 | 8× Silber8 | 6× Gold6   | 16× Platin16   | —             | 13.300.000  | bpi.co.uk            |
| Insgesamt                                                                                    | 8× Silber8 | 77× Gold77 | 388× Platin388 | 23× Diamant23 |             |                      |